# Дебело лори
Дебелите лорита (Nycticebus coucang) са вид дребни бозайници от семейство Лориеви (Lorisidae).
Разпространени са в екваториалните гори на Суматра, Малака и някои съседни острови. Достигат дължина 27-38 cm и маса 600-685 g. Активни са през нощта и се хранят с мъзга, цветен нектар, плодове и членестоноги.